# Xakao
Xakao is een dorp in het district North-West in Botswana. De plaats telt 1565 inwoners (2011).